# Arracacia moschata
Arracacia moschata är en växtart i släktet Arracacia och familjen flockblommiga växter. Den beskrevs av Carl Sigismund Kunth som Conium moschatum, och fick sitt nu gällande namn av Augustin Pyrame de Candolle 1829.
Arten är en flerårig ört som förekommer i Colombia och Ecuador.